# Mourning Beloveth
A Mourning Beloveth ír death-doom együttes. 1992-ben alakultak Athy-ban. Alapító tagjai: Darren Moore - ének, Frank Brennan - gitár, Brian Delaney - basszusgitár, Tim Johnson - dob. Az első demót csak 1996-ban vették fel. Később Adrian Butler lett az együttes basszusgitárosa, aki részt vett a demó elkészítésében, a gitáros helyét pedig Brian Delaney vette át. Ezzel a felállással
rögzítették második, 1998-as demójukat. Első nagylemezük 2001-ben jelent meg.

## Tagok
- Tim Johnson - dob (1992-)
- Frank Brennan - gitár, "tiszta" ének (1992-)
- Darren Moore - ének (1992-)
- Brendan Roche - basszusgitár (2006-)
- Pauric Gallagher - gitár (2009-)

## Korábbi tagok
- Brian Delaney - basszusgitár (1992-1998), gitár (1998-2009)
- Adrian Butler - basszusgitár (1998-2006)

## Diszkográfia
- Dust (2001)
- The Sullen Sulcus (2002)
- A Murderous Circus (2005)
- A Disease for the Ages (2008)
- Formless (2013)
- Rust & Bone (2015)